# 백춘희
백춘희(白春喜 1958년~)는 대한민국의 사회기관단체인, 정당인, 공무원이다. 충청북도 청주시에서 태어났다.

## 경력
- 대전시 생활체육회 자원봉사단장
- 대전시 장애인체육회 자문위원
- 세우리병원 자문위원장[1]
- 2010년 지방선거 염홍철 후보자 캠프 여성위원장
- 2011년 자유선진당 대전시지구당 여성위원장
- 2012년 선진통일당과 새누리당 합당 후 새누리당으로 이동[2]
- 2014년  6·4 지방선거 새정치민주연합 권선택 후보자 캠프에서 여성총괄본부장
- 2014년 7월 14일 ~ 2016년 6월 30일[3] 대전광역시 정무부시장
- 2006년 5월 무릎연골 파열로 대전 세우리병원 입원[4]
- 2019년 7월 국가균형발전위원회 지역혁신마을공동체 전문위원
- 2022년 3월 ~ 국민의힘 입당
- 2022년 3월 ~ 2022년 5월 이장우 국민의힘 대전시장 예비후보 대전미래캠프 선대거대책위원회 총괄선대위원장
- 2023년 5월 ~ 제8대 대전문화재단 대표이사

## 학력
- 청주여자상업고등학교
- 대덕대학 사회복지학과
- 한국방송통신대학교 문화교양학과(문학사)
- 배재대학교 행정학과 졸업(행정학 석사)
- 배재대학교 행정학과 졸업(행정학 박사)

## 같이 보기
- 대전광역시 부시장
- 염홍철
- 권선택